# Secrets
«Secrets» — второй сингл американской рок-группы OneRepublic из их второго студийного альбома Waking Up. В Германии и Австрии сингл стал первым с альбома, поскольку вошёл в саундтрек фильма Тиля Швайгера «Красавчик 2» и был выпущен в связи с выходом фильма в сентябре 2009 года. В США и Великобритании сингл вышел позже — уже в 2010 году. Также песня вошла в саундтрек фильма «Ученик чародея» и стала одной из его заглавных музыкальных тем.

## История релиза
| Страна   | Дата             | Формат                  |
| -------- | ---------------- | ----------------------- |
| Германия | 21 сентября 2009 | Airplay                 |
| Германия | 30 октября 2009  | CD Цифровая дистрибуция |
| США      | 1 июня 2010      | Airplay                 |

## Информация о песне
Песня вошла в саундтрек фильма «Ученик чародея» и вплелась в его сюжетную линию.
Также песня была использована в рекламном трейлере шестого сезона сериала «Остаться в живых», 14 эпизоде 3 сезона сериала «Сплетница» и рекламных трейлерах сериала «Никита» и фильма «Любовь и другие лекарства».
About.com поставил 4.5 балла из 5, отметив хорошую вокальную передачу всех лирических нюансов текста.

## Список композиций
| №  | Название                                | Длительность |
| -- | --------------------------------------- | ------------ |
| 1. | «Secrets»                               | 3:45         |
| 2. | «Come Home» (при участии Сары Бареллис) | 4:18         |

## Видеоклип
Существует несколько видеоклипов к песне «Secrets». Первый из них появился 16 октября 2009 года на немецком телевидении и включает в себя кадры из фильма «Красавчик 2». Вторая версия, фактически, является промороликом 6 сезона «Остаться в живых». Третьей версией является оригинальный видеоклип с участием немецкой актрисы Норы Чирнер. В четвёртой версии представлены кадры из фильма Ученик чародея.

## Позиции в чартах
«Secrets» дебютировала на 98 позиции Billboard Hot 100 и смогла подняться до 21 места.

| Чарт (2009)               | Лучший результат |
| ------------------------- | ---------------- |
| Austrian Singles Chart    | 4                |
| Canadian Hot 100          | 32               |
| Czech Singles Chart       | 31               |
| Dutch Top 40              | 15               |
| European Hot 100          | 12               |
| German Singles Chart      | 3                |
| Italian Singles Chart     | 77               |
| Hungarian Airplay Chart   | 34               |
| New Zealand Singles Chart | 27               |
| Poland Singles Chart      | 1                |
| Swiss Singles Chart       | 19               |
| UK Singles Chart          | 77               |
| Billboard Hot 100         | 21               |
| Billboard Pop Songs       | 13               |
| Billboard Adult Pop Songs | 3                |

| Чарт (2010)              | Позиция |
| ------------------------ | ------- |
| European Hot 100 Singles | 85      |

| Страна   | Статус  | Продажи |
| -------- | ------- | ------- |
| Германия | Золотой | 150000  |

| Страна            | Дата              | Формат                   |
| ----------------- | ----------------- | ------------------------ |
| Германия, Австрия | 21 сентября, 2009 | радио                    |
| Германия, Австрия | 30 октября, 2009  | CD, цифровая дистрибуция |
| США               | 1 июня, 2010      | CD, цифровая дистрибуция |
| Великобритания    | июнь 2010         | CD, цифровая дистрибуция |